# François-Marie Morvan
Pour les articles homonymes, voir Morvan (homonymie).
François-Marie Morvan (11 février 1922, Le Saint - 25 octobre 1998, Cayenne) est un ecclésiastique catholique membre de la Congrégation du Saint-Esprit et évêque de Cayenne de 1973 à 1998. Durant son épiscopat, il fait construire plus de vingt-cinq lieux de culte.

## Biographie
François-Marie Morvan est né le 11 février 1922, au Saint dans une famille d'agriculteurs. Il fait ses études secondaires chez les Pères spiritains à Piré-sur-Seiche puis à Cellule. Il entre ensuite au noviciat des spiritains et prononce ses premiers vœux le 1er octobre 1942. IL part ensuite pour Rome, étudier la théologie à l'Université pontificale grégorienne. C'est à Rome qu'il est ordonné prêtre le 26 juin 1949. IL devient ensuite professeur au grand séminaire de Poponguine au Sénégal, établissement transféré peu après à Sébikhotane, dont il devient le directeur jusqu'en 1962.
À cette date, il revient en France pour être supérieur du scolasticat de philosophie de Mortain, puis en janvier 1966, il est nommé supérieur provincial des spiritains de France. De 1971 à 1973, il retourne au Sénégal où il occupe les fonctions d'aumônier de la Maison provinciale et du noviciat des Frères du Sacré-Cœur à Nianing.
En 1973, il est nommé évêque de Cayenne par Paul VI, son ordination épiscopale a lieu à la Basilique Saint-Pierre par le pape en personne. Durant son épiscopat il fait construire plus de 25 lieux de culte, lance une revue diocésaine, L’Église en Guyane. Il suscite la création et le développement de différents groupes (Équipes du Rosaire, Renouveau charismatique, Feu de la Source, etc.).
Atteint par la limite d'âge, il démissionne en 1998 peu de temps avant de décéder le 25 octobre 1998.